# Antonio Millán-Puelles
Antonio Millán-Puelles (Alcalá de los Gazules, Cádiz, 21 de febrero de 1921 - Madrid, 22 de marzo de 2005) fue un filósofo y escritor español. Heredero de las tradiciones aristotélica y fenomenológica, dedicó su pensamiento a temas muy variados, en particular: la libertad, la relación entre subjetividad y conciencia, el ente ideal y la relación entre metafísica y lógica, además de otros temas de carácter social y manuales introductorios a la filosofía. Publicó casi una veintena de libros y gran número de artículos sobre temas diversos.

## Biografía

### Infancia y juventud
Al nacer, fue registrado como Antonio Millán Puelles. Más adelante, unió sus apellidos materno y paterno, y añadió el segundo apellido de su padre.
Después de cursar el bachillerato, inició la carrera de Medicina. Sin embargo, la abandonó tras el primer año de estudios. Tras la lectura de las Investigaciones lógicas, de Edmund Husserl se decidió por los estudios de Filosofía y Letras, que comienza en Sevilla en 1939 y acaba en Madrid en 1943.
Un año después de concluir la licenciatura, logró aprobar la oposiciones para catedrático de Filosofía en Institutos de Enseñanza Media (1944). Desempeñó la docencia en los institutos de Albacete, Algeciras y Jerez de la Frontera. En 1947 se doctora en Filosofía con la tesis titulada El problema del ente ideal, publicada el mismo año.

### Docencia
Académico de número de la Real Academia de Ciencias Morales y Políticas, fue catedrático de Fundamentos de Filosofía de la Universidad de Madrid desde 1951 (simultaneando durante muchos años dicha cátedra con la del instituto Cervantes) y, desde 1976, catedrático de Metafísica de la Universidad Complutense. Fue director del Departamento de Historia de la Filosofía y del de Metafísica, en la Universidad Complutense, habiendo colaborado también con varias Universidades argentinas, con la Universidad a Distancia y con la Universidad de Navarra como profesor extraordinario de la Facultad de Filosofía y Letras de Pamplona. Fue también vicerrector del Instituto de Pedagogía del Consejo Superior de Investigaciones Científicas (CSIC), del que fue consejero desde el año 1964.
Por su labor investigadora recibió los extraordinarios de licenciatura y de doctorado. La Academia Internacional de Filosofía, con sede en Liechtenstein, le distinguió con su premio Aletheia. Algunos de los reconocimientos que recibió en España son el Premio Nacional de Literatura (1962) en su modalidad de ensayo por su obra La función social de los saberes liberales, el Premio Juan March de Investigación Filosófica (1966) y el Premio Nacional de Investigación Filosófica (1976). También obtuvo la Orden civil de Alfonso X El Sabio.

## Obras
De su producción bibliográfica, traducida a varios idiomas y compuesta por una veintena de libros y un centenar de artículos, destacan obras como Ontología de la existencia histórica, 1951; Fundamentos de Filosofía, 1958; La función social de los saberes liberales, 1961; La formación de la personalidad humana, 1963; La estructura de la subjetividad, 1966; Economía y libertad, 1974; Sobre el hombre y la sociedad, 1976; Fundamentos de filosofía, 1981; Léxico filosófico, 1984; Persona humana y justicia social; Universidad y sociedad, 1976; y Teoría de la Educación, 1983. En diciembre de 1988, apareció un estudio de Camino, el libro más importante del fundador del Opus Dei, Escrivá de Balaguer, institución de la que era miembro, y en el que Antonio Millán Puelles colabora junto a otros profesores universitarios, teólogos y escritores. Teoría del objeto puro, 1990. En su obra El interés por la verdad, de 1997, establece un diálogo con los principales pensadores de la historia, mostrando un hondo conocimiento sobre ellos. 
En sus escritos hay pocas referencias a los primeros discípulos de Husserl como Hedwig Conrad-Martius o Edith Stein; está, por el contrario, la presencia de los antecedentes de Husserl, además de Franz Brentano otros pre-fenomenólogos como Alexius Meinong o Nicolai Hartmann, y discípulos más tardíos de la escuela fenomenológica y existencialista. «Fue uno de los primeros en introducir y difundir en España el pensamiento de Jaspers».

## Pensamiento
El gran abanico de temas que estudió, muchos de ellos tratados con amplitud y detenimiento, hace que no sea fácil encontrar uno de ellos que sea el principal. En términos muy generales, se puede afirmar que su pensamiento se dedica al ser finito y al ser infinito. Pero las opiniones varían sobre cuál es su principal campo de estudio: el par naturaleza-libertad,
 
el ser ideal, el modo de ser de la subjetividad, además de ser numerosos los títulos que incluyen la palabra social o sociedad. Toda su obra está marcada por su pensamiento abierta y claramente cristiano. 
Este cristianismo llena los textos de este pensador de un optimismo respecto a las posibilidades del hombre y de su libertad. Por ejemplo, comparando otras épocas de la historia con la actual afirma, «Yo creo que no se puede hablar de un retroceso general moral del ser humano» 
. Además, distingue claramente lo que pertenece al ámbito religioso de lo que corresponde al trabajo filosófico, como lo manifiesta en el prólogo de su último libro, publicado póstumamente: «En el presente libro me ocupo de la inmortalidad del alma humana sin buscarle ningún apoyo en mi personal fe de cristiano. Se trata, así, de una investigación exclusivamente filosófica, no de teología de la fe».

Sin duda alguna, las dos principales fuentes del pensamiento de AMP son la fenomenología de Edmund Husserl y la metafísica medieval, y más concretamente, la de Tomás de Aquino. Es igualmente clara en sus escritos, la continua presencia de Kant, sin que pueda decirse que haya sido un kantiano, en el sentido de que hubiera adoptado el método o el pensamiento del filósofo alemán. Sin embargo, ni la fenomenología ni la escolástica son ordinariamente temas de estudio, sino un método (modo de proceder y marco general de referencia) para ejercitar la filosofía. 
«Pero, más allá de estas dos influencias (la fenomenología y el aristotelismo), Millán fue un hombre de espíritu muy amplio, que supo leer y entrar en discusión con muchos autores de la filosofía griega, medieval y moderna. Por ejemplo, conocía muy bien a Kant. De hecho, el “estilo de su mente” tenía cierto sabor kantiano. Uno de los conceptos más usados por él fue precisamente el de “condición de posibilidad”».
 
«Y, de hecho, –continúa– los grandes libros de Millán-Puelles empiezan, todos ellos, preguntándose por la condición de posibilidad y terminan hablando de la libertad». 

Millán-Puelles se consideraba discípulo de Husserl, ejerce finamente el método fenomenológico y conoce los autores de esa corriente. Sin embargo, como los alumnos de Husserl en Gottinga, conoce los límites del segundo Husserl, y se decanta tempranamente hacia un interés ontológico. No es casualidad la confrontación que realiza en su tesis doctoral entre Husserl y Hartmann, y el modo en que destaca la apertura de este último hacia una ontología. A diferencia de Heidegger, también discípulo de Husserl y abierto al estudio del ser, no tiene la visión contraria a la técnica de Heidegger. Por ejemplo, escribe: «En su raíz, la suspicacia ante la técnica es una falta de fe en la libertad».
En sus años de la cátedra universitaria va a prevalecer, sin embargo, la profesión de la doctrina aristotélico-tomista en su acepción más ortodoxa. Su pensamiento, en esa época, obedecía a lineamientos de conformidad con la ideología imperante. Su discurso de ingreso en la Academia de Ciencias Morales y Políticas lo desarrolló en la obra La función social de los saberes liberales, que obtuvo en 1961 el Premio Nacional de Literatura Francisco Franco en la sección de ensayo.(V. .)
Crítica fuertemente el catolicismo oficial, tanto el del clericalismo como «toda forma de entrometimiento de los clérigos en esferas que escapen a su verdadera competencia y en las que ellos detentarían, sin embargo, el supremo poder», como el de «los seglares que aparecen (...) sellados por la beatífica unción correspondiente a su presunto cargo de portavoces y sotaministros de la Jerarquía de la Iglesia».
Fue L. E. Palacios, quien dirigió su tesis doctoral, quien lo introdujo definitivamente en la escolástica, en la que, además de Tomás de Aquino, es deudor de su maestro Manuel García Morente, y de otros autores como Juan de Santo Tomás, Francisco Suárez y Francisco Araujo.
En sus últimos años mostró un gran interés por la filosofía analítica, descubriendo las afinidades metodológicas y, en parte, conceptuales que hay entre la escolástica y muchos desarrollos de esa filosofía (que han restablecido la validez de la investigación ontológica, alejándose del neopositivismo inicial).

### De Antonio Millán-Puelles
- El problema del ente ideal. Un examen a través de Husserl y Hartmann. Consejo Superior de Investigaciones Científicas. 1947.

- La función social de los saberes liberales. Ediciones Rialp S.A. Madrid. 1961.

- La estructura de la subjetividad. Ediciones Rialp S.A. Madrid. 1967.

- Sobre el hombre y la sociedad. Ediciones Rialp S.A. Madrid. 1979. ISBN 84-321-1893-1.

(Se trata de una recopilación de artículos publicados en distintos medios.)
- La formación de la personalidad humana. Ediciones Rialp S.A. Madrid. 1989. ISBN 84-321-0009-9.

- Persona humana y justicia social. Editora de revistas S.A. de C.V. México. 1990. ISBN 968-428-380-6.

- Teoría del objeto puro. Ediciones Rialp S.A. Madrid. 1990.

- La libre afirmación de nuestro ser. Una fundamentación de la ética realista. Ediciones Rialp S.A. Madrid. 1994. ISBN 84-321-3028-1.

- Fundamentos de Filosofía. Ediciones Rialp S.A. Madrid. 2001. ISBN 84-321-3278-0.

- Léxico filosófico. Ediciones Rialp S.A. Madrid. 1984, 2002. ISBN 84-321-3416-3.

- El valor de la libertad. Ediciones Rialp S.A. Madrid. 1995. ISBN 84-321-3083-4.

- La lógica de los conceptos metafísicos. Tomo I: La lógica de los conceptos trascendentales. Ediciones Rialp S.A. Madrid. 2002.

- La lógica de los conceptos metafísicos. Tomo II: La articulación de los conceptos extracategoriales. Ediciones Rialp S.A. Madrid. 2003.

- La inmortalidad del alma humana. Ediciones Rialp S.A. Madrid. 2008, póstumo. ISBN 978-84-321-3669-6.

### Sobre la figura o el pensamiento de Antonio Millán-Puelles
- Barrio Maestre, J. M., Dignidad y trascendencia de la persona. Una panorámica de la antropología filosófica de Antonio Millán-Puelles, en Propuestas antropológicas del siglo XX, ed. SELLÉS, J. F., Eunsa, Pamplona 2004.
- Escandell, J. J., La originalidad de las obras escolásticas de Antonio Millán-Puelles, «Arbil», n.º 81, http://www.arbil.org/(81)mill.htm. También publicado en «e-Aquinas», año 3, n.º 8 (agosto de 2005), pp. 79-92, ISSN 1695-6362; en «Ecología social», año 4, n.º 83 (29 de junio de 2004), pp. 27-29.
- Escandell, J. J.; Garrido, J. Mª, Obras de Antonio Millán-Puelles y breve bibliografía secundaria, «Pensamiento», vol. 62, n.º 232 (enero-abril de 2006), pp. 139-157.
- Escandell, J. J., Los diecinueve libros y medio de Antonio Millán-Puelles, «Arbil», n.º 97, http://www.arbil.org/97jose.htm.
- Escandell, J. J., Datos para la biografía de Antonio Millán-Puelles (1921-2005), «Pensamiento y cultura», vol. 10 (noviembre de 2007), pp. 13-38.
- Escandell, J. J., Aproximación al concepto de persona de Antonio Millán-Puelles, en «Espíritu», año LIX (2010), n.º 139, pp. 143-170.
- Escandell, J. J., Aproximación a la obra de Antonio Millán Puelles, en «Espíritu», año LXII (2013), n.º 145, pp. 161-163.
- Escandell, J. J., La unidad fundamental de la obra mayor de Antonio Millán-Puelles, en «Espíritu», año LXIII (2014), n.º 147, pp. 69-98.
- Escandell, J. J.; Garrido, J. Mª, Antonio Millán-Puelles, en M. Garrido, N. R. Orringer, L. M. Valdés y M. M. Valdés (coords.), El legado filosófico español e hispanoamericano del siglo XX, Cátedra, Madrid, 2009, pp. 845-846.
- Escandell, J. J., Sobre la existencia. Algunas contribuciones de Antonio Millán-Puelles, en Actas del Congreso Internacional El humanismo cristiano en el III milenio: la perspectiva de Tomás de Aquino, Roma, 21-25 de septiembre de 2003, Pontificia Academia de Santo Tomás, Vaticano, 2005, t. II, pp. 304-310.
- Escandell, J. J., Sobre el criticismo y el principio de inmanencia según Antonio Millán-Puelles, en J. Borrego y A. Piñas (eds.), El realismo filosófico, Documenta Laboris Serie Filosofía n.º 1, CEU Ediciones, Madrid, 2008, pp. 7-14.
- Escandell, J. J., La "alicuidad" como propiedad trascendental según A. Millán-Puelles, «Doctor Communis», 2004, pp. 230-235.
- Livi, A., La filosofía e la sua storia. Volume III/2. La filosofía contemporánea del Novecento. Società Editrice Dante Alighieri. Roma, 1997, y, Storia sociale della filosofía. Volume III/2. La filosofía contemporánea. Il Novecento. Società Editrice Dante Alighieri. Roma, 2005.
- Torrijos Castrillejo, D., Antonio Millán-Puelles: una filosofía realista de la idealidad, en «La Albolafia», XVII (2019), pp. 65-101. https://philpapers.org/go.pl?id=TORAMU&u=https%3A%2F%2Fphilpapers.org%2Farchive%2FTORAMU.pdf
- Villagrasa, J., Metafísica e irrealidad. Contribuciones al realismo metafísico de la Teoría del objeto puro de Antonio Millán-Puelles, Ateneo Pontificio Regina Apostolorum, Roma 2002.